# Perun' montenegrino
Il perun (in cirillico: Перун) fu la valuta che fu candidata all'introduzione nel Montenegro da parte di Petar II Petrović Njegoš nel 1851. Tuttavia, il sovrano morì nello stesso anno e il Montenegro rimase senza valuta fino al 1906, anno dell'introduzione del perpero montenegrino da parte di Nicola I.
Il perun era chiamato come il dio supremo della mitologia slava Perun, divinità a cui Njegoš si paragonava. Se introdotto, il perun sarebbe stato equivalente a due talleri.